# The Sick, the Dying... and the Dead!
The Sick, the Dying... and the Dead! (englisch für „Die Kranken, die Sterbenden... und die Toten!“) ist das 16. Studioalbum der US-amerikanischen Thrash-Metal-Band Megadeth. Es wurde am 2. September 2022 über Dave Mustaines Label Tradecraft bei Universal Music veröffentlicht.
Es ist das erste Megadeth-Album mit Schlagzeuger Dirk Verbeuren und das erste Studioalbum nach sechs Jahren, der größte Abstand zwischen zwei Alben in der Bandgeschichte.

## Entstehung und Inhalt
The Sick, the Dying... and the Dead! wurde in über zwei Jahren Arbeit von Dave Mustaine und Chris Rakestraw produziert. Während der Aufnahmen zum Album wurde Bassist und Gründungsmitglied Dave Ellefson nach Enthüllungen über eine Affäre mit einer deutlich jüngeren Frau – während er verheiratet war – entlassen. Seine Bassparts wurden daraufhin gelöscht und von Testament-Bassist Steve Di Giorgio neu eingespielt. Letztlich wurde aber nicht Di Giorgio, sondern der frühere Megadeth-Bassist James LoMenzo neues Mitglied der Band. Er hatte bereits seit August 2021 live ausgeholfen und wurde im Juni 2022 fest in die Band aufgenommen.

## Rezeption
The Sick, the Dying... and the Dead! erhielt eine Bewertung bei Metacritic von 78/100 („favorable“). Dom Lawson von Blabbermouth.net gab dem Album 9 von 10 Punkten und schrieb: „That means that Dave Mustaine is well aware of how lethal Megadeth are, circa 2022. This is easily the band’s best album since Endgame... possibly even Countdown to Extinction. The cantankerous old devil is back in blistering top form and making music that will remind you exactly why we love the cantankerous old devil in the first place.“

## Titelliste
Alle Texte wurden von Dave Mustaine geschrieben, außer Dogs of Chernobyl von Mustaine und Tony Cmelak.
| Nr.          | Titel                                | Musik                              | Länge |
| ------------ | ------------------------------------ | ---------------------------------- | ----- |
| 1.           | The Sick, the Dying... and the Dead! | Mustaine                           | 5:04  |
| 2.           | Life in Hell                         | Mustaine, Dirk Verbeuren           | 4:12  |
| 3.           | Night Stalkers (featuring Ice-T)     | Mustaine, Kiko Loureiro, Verbeuren | 6:38  |
| 4.           | Dogs of Chernobyl                    | Mustaine, Loureiro                 | 6:14  |
| 5.           | Sacrifice                            | Mustaine, Loureiro                 | 4:08  |
| 6.           | Junkie                               | Mustaine                           | 3:39  |
| 7.           | Psychopathy                          | Mustaine, Loureiro                 | 1:20  |
| 8.           | Killing Time                         | Mustaine, Loureiro                 | 5:13  |
| 9.           | Soldier On!                          | Mustaine                           | 4:54  |
| 10.          | Célebutante                          | Mustaine, Loureiro                 | 3:51  |
| 11.          | Mission to Mars                      | Mustaine, Loureiro                 | 5:24  |
| 12.          | We’ll Be Back                        | Mustaine, Loureiro                 | 4:29  |
| Gesamtlänge: | Gesamtlänge:                         | Gesamtlänge:                       | 55:10 |

| Nr.          | Titel                                                                           | Autor(en)                                                 | Länge |
| ------------ | ------------------------------------------------------------------------------- | --------------------------------------------------------- | ----- |
| 13.          | Police Truck (Dead-Kennedys-Cover)                                              | Jello Biafra, East Bay Ray, Klaus Flouride, D. H. Peligro | 2:29  |
| 14.          | This Planet’s on Fire (Burn in Hell) (Sammy-Hagar-Cover, featuring Sammy Hagar) | Hagar                                                     | 5:04  |
| Gesamtlänge: | Gesamtlänge:                                                                    | Gesamtlänge:                                              | 62:39 |